# 86e régiment de marche
Pour les articles homonymes, voir 86e régiment.
Le 86e régiment d'infanterie de marche (ou 86e régiment de marche) est un régiment d'infanterie français, qui a participé à la campagne de 1871 à l'intérieur.

## Création et différentes dénominations
- 1er février 1871 : formation du 86e régiment d'infanterie de marche par décret du 28 janvier 871
- 1er octobre 1871 : fusion dans le 86e régiment d'infanterie de ligne

## Chef de corps
Le régiment est commandé par le lieutenant-colonel Gerder,.

## Historique
Le régiment est formé le 1er février 1871 au camp de Saint-Médard, près de Bordeaux, à trois bataillons à six compagnies, (soit 1 565 hommes). Il amalgame la 6e compagnie de dépôt du 12e régiment d'infanterie de ligne, la 4e compagnie de dépôt et un détachement du 16e régiment d'infanterie de ligne, la 10e compagnie de dépôt du 20e régiment d'infanterie de ligne, la 9e compagnie de dépôt du 22e régiment d'infanterie de ligne, un détachement du 38e régiment d'infanterie de ligne, la 10e compagnie de dépôt du 42e régiment d'infanterie de ligne, un détachement du 51e régiment d'infanterie de ligne, un détachement du 52e régiment d'infanterie de ligne, un détachement du 54e régiment d'infanterie de ligne, la 9e compagnie de dépôt du 58e régiment d'infanterie de ligne, la 9e compagnie de dépôt du 76e régiment d'infanterie de ligne, un détachement du 81e régiment d'infanterie de ligne et un détachement du 92e régiment d'infanterie de ligne.
Créé après l'armistice de la guerre franco-allemande, le 86e de marche est affecté à la 1re brigade de la 3e division du 26e corps d'armée. Il quitte Bordeaux le 20 février.
À partir mai, le 86e de marche fait partie de la 1re division du 6e corps d'armée, à Lyon. Il fusionne avec le 86e régiment d'infanterie de ligne à Satory entre le 1er octobre 1871, gardant son affectation au 6e corps.